# الباهي الأدغم

الباهي الأدغم مع ياسر عرفات سنة 1970 في الأردن

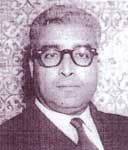
الباهي الأدغم

الباهي الأدغم (1913-1998)، سياسي تونسي شغل منصب الوزير الأول بين 1969 و1970 (و عمليا منذ 1957 كسكرتير رئاسة الجمهورية). شهدت فترة توليه المنصب في الستينات، تجربة التعاضديات ذات التوجه الاشتراكي التي قادها الوزير أحمد بن صالح, الرجل القوي في الحكومة. مارس ضغوطا على جامعة الدول العربية والحكومة السودانية لمنع وفد منظمة التحرير الفلسطينية ورئيسها احمد الشقيري من حضور مؤتمر القمة العربي الرابع في الخرطوم عام 1967، إلا أنه لعب دور الوسيط بين ياسر عرفات والحكومة الأردنية إبان أحداث أيلول الأسود. خلفه الهادي نويرة.
ابنه عبد الرحمن طبيب ووزير سابق لدى رئيس الحكومة مكلف بالحوكمة ومقاومة الفساد في حكومة حمادي الجبالي.

## مقالات ذات صلة
- قائمة الوزراء الأولين (تونس)
- عبد الرحمن الأدغم

## روابط خارجية
- الباهي الأدغم على موقع مونزينجر (الألمانية)